# ADN Radio
ADN (acrònim de Actualidad, Deportes, Noticias) és una cadena de ràdio xilena, propietat del grup espanyol PRISA (al qual també pertany el diari El País, qui l'opera a través de la seva filial Iberoamericana Radio Chile. Posseeix presència en gran part del país, i és l'única estació de caràcter informatiu que pot ser sintonitzada a l'illa de Pasqua. Compte amb una xarxa de 38 emissores al llarg de Xile.
És una de les principals ràdios informatives de Xile, comptant amb el seu propi departament de premsa que nodreix als informatius i espais que componen la programació. Entre les seves veus es troben Mauricio Hofmann, Iván Núñez, Carla Zunino, Juan Cristóbal Guarello, Antonio Quinteros, Mirna Schindler i Carlo von Mühlenbrock, entre d'altres.
ADN transmet esdeveniments esportius com el campionat de futbol local i la Copa del Món. Així mateix, és la ràdio oficial d'esdeveniments culturals com la Fira Internacional del Llibre de Santiago, el Festival d'Autors de Santiago (FAS)i el Festival de Viña del Mar.

## Història

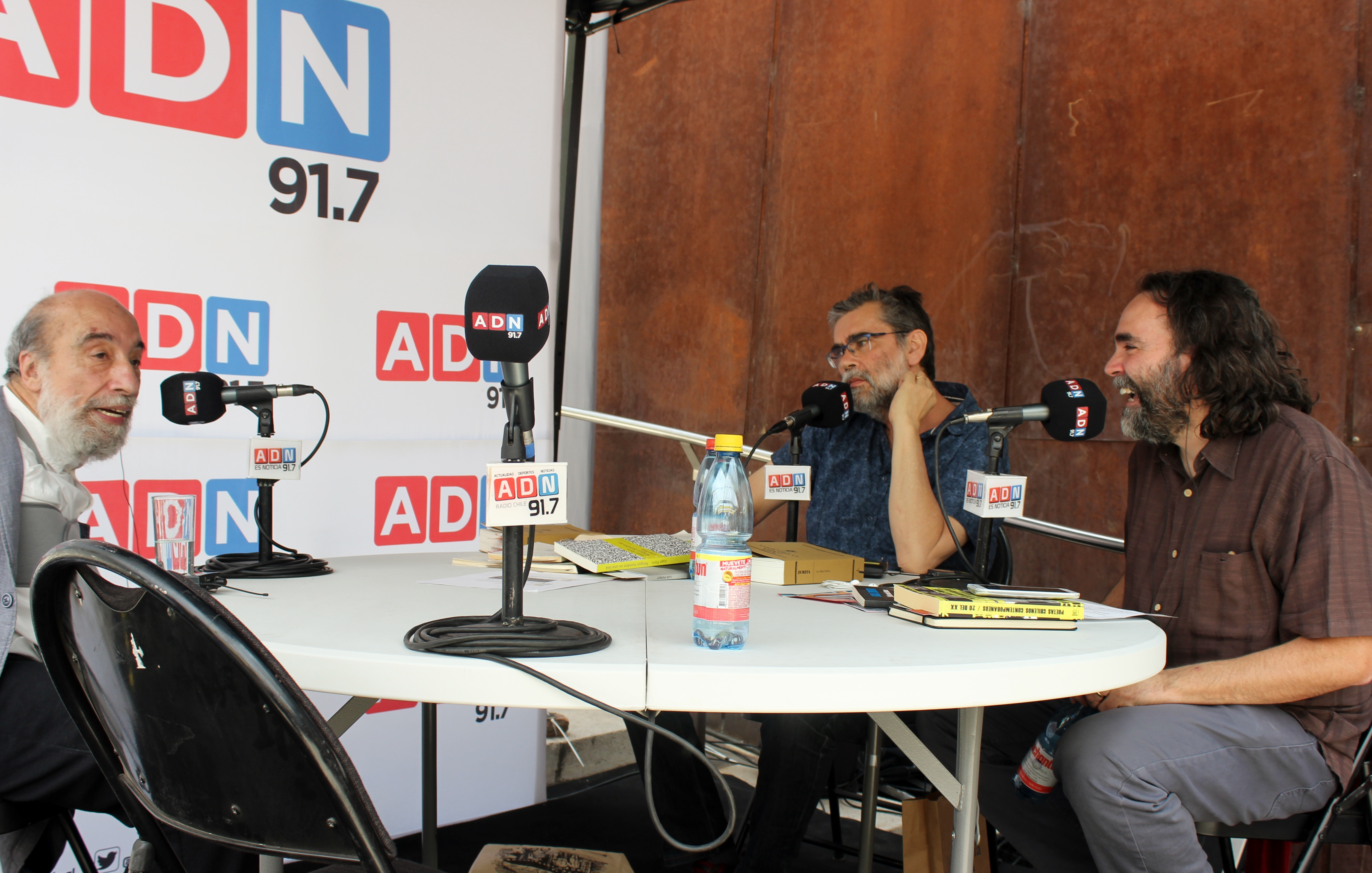
Costas i Mouat entrevisten Zurita al FAS 2018

ADN ssorgeix després de la decisió de convertir W Radio de Xile en una emissora de caràcter informatiu per competir amb les clàssiques d'aquest àmbit, Cooperativa i Bío Bío. El Grup PRISA encara manté la marca W Radio a Colòmbia, Mèxic i Estats Units.
Va iniciar les seves transmissions l'1 de març de 2008 en les dependències d'Iberoamericana Radio Chile. Una vegada posicionada com una de les principals ràdios informatives del país, el 22 de novembre de 2012 va inaugurar un nou edifici a Eliodoro Yáñez 1809. La principal novetat és que compta amb un ampli locutori, seguint l'estil de la Cadena Ser d'Espanya, també propietat del grup Prisa.
La cobertura esportiva és un dels principals pilars de la ràdio. No solament amb la transmissió d'esdeveniments, també amb un popular programa de conversa titulat Los tenores a càrrec de Carlos Costas, Juan Cristóbal Guarello, Rodrigo Sepúlveda i Francisco Mouat.
En 2014 Fernando Paulsen i Beatriz Sánchez, que eren a la ràdio des del seu començament, renunciaren als seus càrrecs. Aquests moviments van produir el reclutament de noves veus com Iván Núñez, Mauricio Hoffman i Mirna Schindler.
Fernando Paulsen va tornar el març de 2016 com a conductor de La prueba de ADN. No obstant això, als tres mesos va renunciar a causa del seu altre treball a Hermosilla y Cia, estudi d'advocats que representava Michelle Bachelet durant el seu segon període presidencial. A l'aire, durant l'edició del 2 de juny, va dir: Em resulta personalment molt injust sotmetre Radio ADN a les eventuals conseqüències de les meves decisions professionals, per la qual cosa en aquest acte faig abandó d'aquest programa, que té un staff periodístic notable o idoni, que no mereix carregar amb les decisions professionals que jo he pres. El seu lloc va ser pres pel periodista Antonio Quinteros.
Des de 2011 és la ràdio oficial del Festival Internacional de la Cançó de Viña del Mar, al costat de Radio Pudahuel. ixò últim ha fet que alguns dels seus locutors com Matías del Río i Iván Núñez han estat jurats a Quinta Vergara.
Des de mitjans de 2017, el programa esportiu Los tenores també és transmès per televisió per CDO, el senyal de cable del Comitè Olímpic de Xile.

## Direcció
Des de la seva fundació en 2008 fins a 2014, la direcció de la ràdio va estar a càrrec de Pablo Aranzaes, qui va dimitir arran de l'acomiadament del dirigent sindical Juan Guerra, mesura que es va prendre sense dir-ho ni al director de la ràdio ni al de premsa. El 22 d'octubre del mateix any el va substituir Carlos Costas, periodista que està a ADN des de 2008.
El departament de premsa és dirigit pel periodista Gerson del Río, ex editor general del canal 24 Horas i del noticiari Tele13.

## Veus

### Actuals
- Carlos Costas (2008-actualitat)
- Juan Cristóbal Guarello (2008-actualitat)
- Francisco Mouat (2008-actualitat)
- Iván Núñez (2012-actualitat)
- César Peña (2014-actualitat)
- Mauricio Hofmann (2015-actualitat)
- Mirna Schindler (2015-actualitat)
- Sandra Zeballos (2015-actualitat)
- Antonio Quinteros (2016-actualitat)
- Luka Tudor (2016-actualitat)
- Carlo von Mühlenbrock (2016-actualitat)
- Lucía López (2017-actualitat)
- Miguel Davagnino (2018-actualitat)
- Aldo Schiapacasse (2019-actualitat)
- Carla Zunino (2019-actualitat)

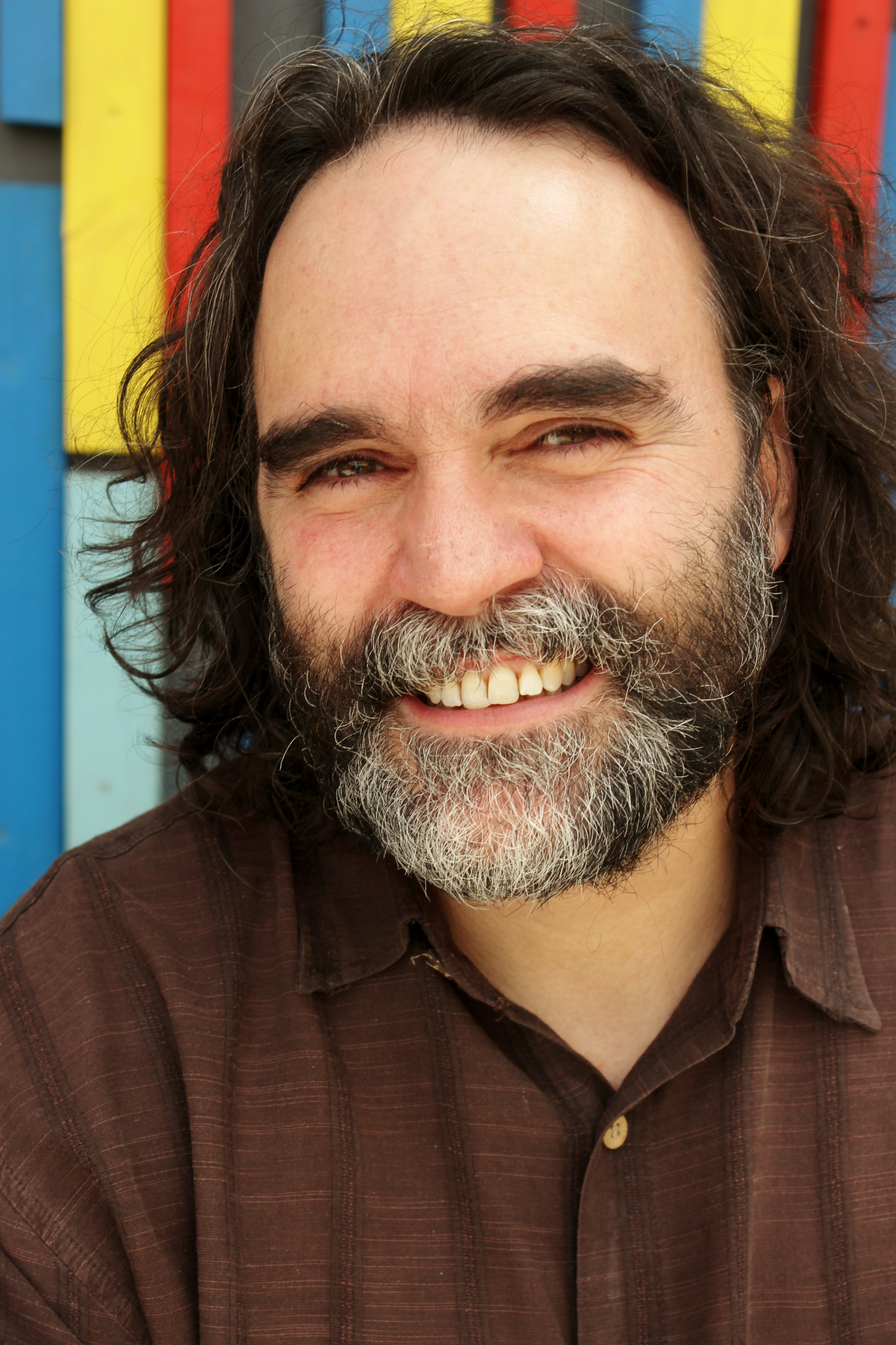
Carlos Costas
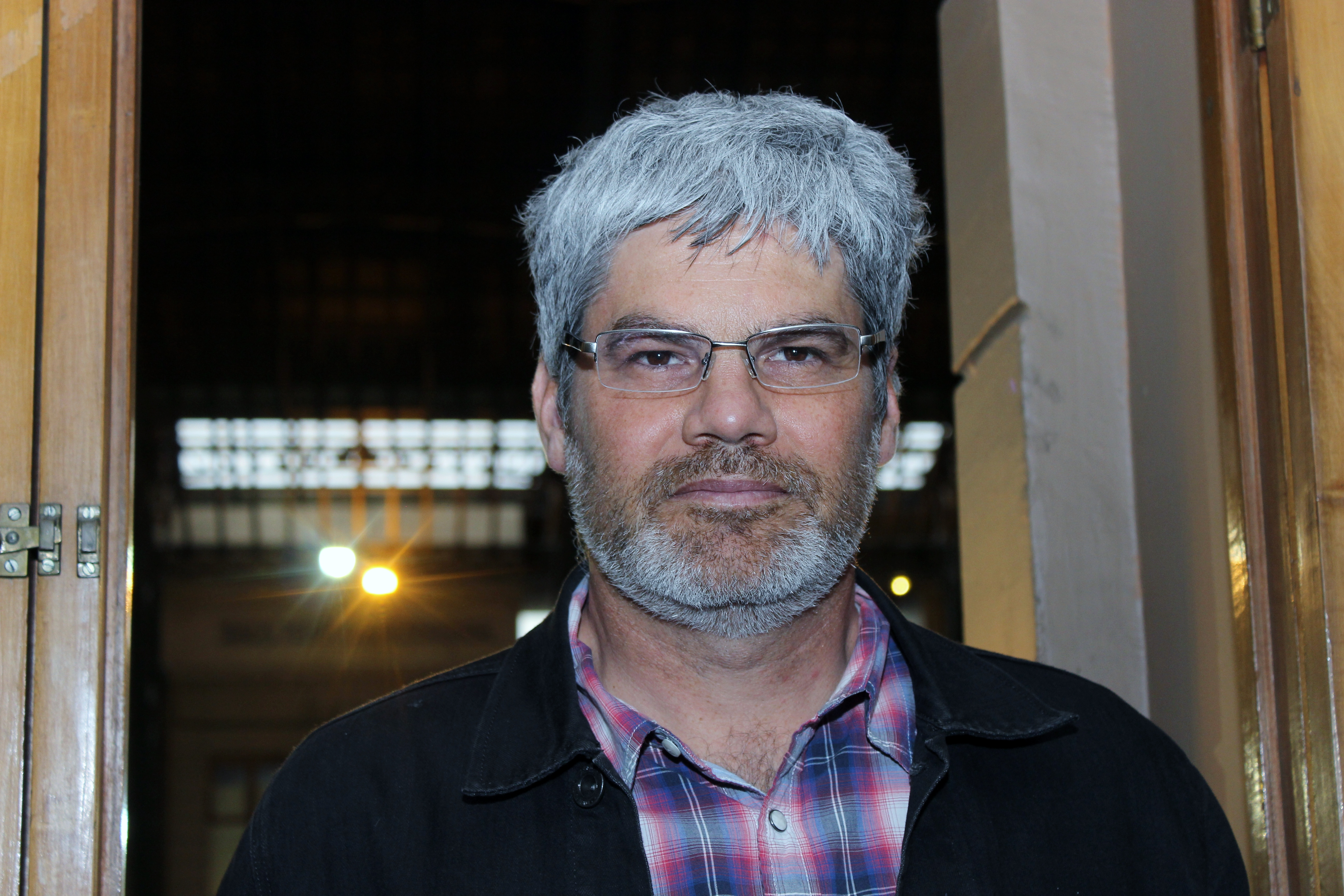
Juan Cristóbal Guarello
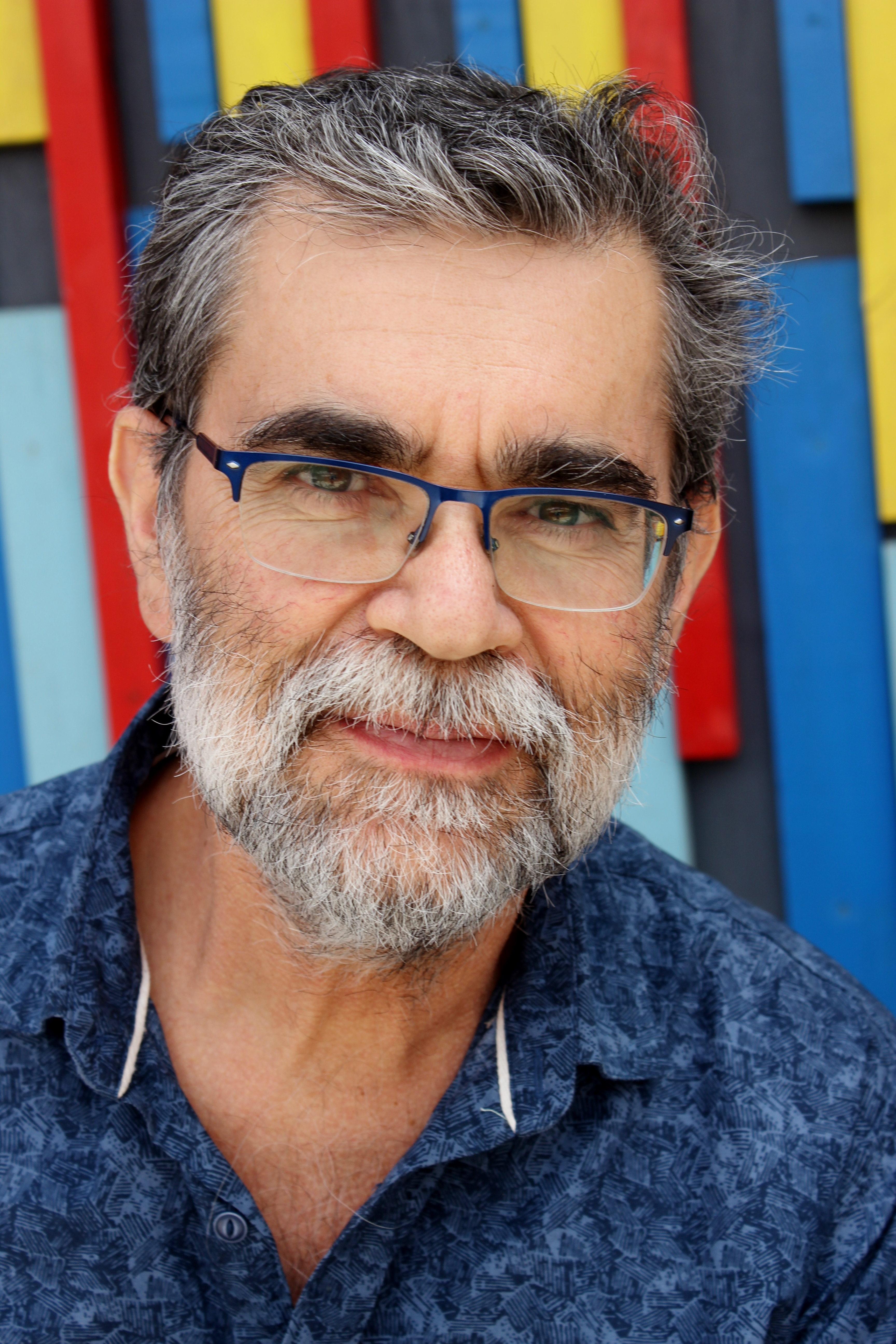
Francisco Mouat
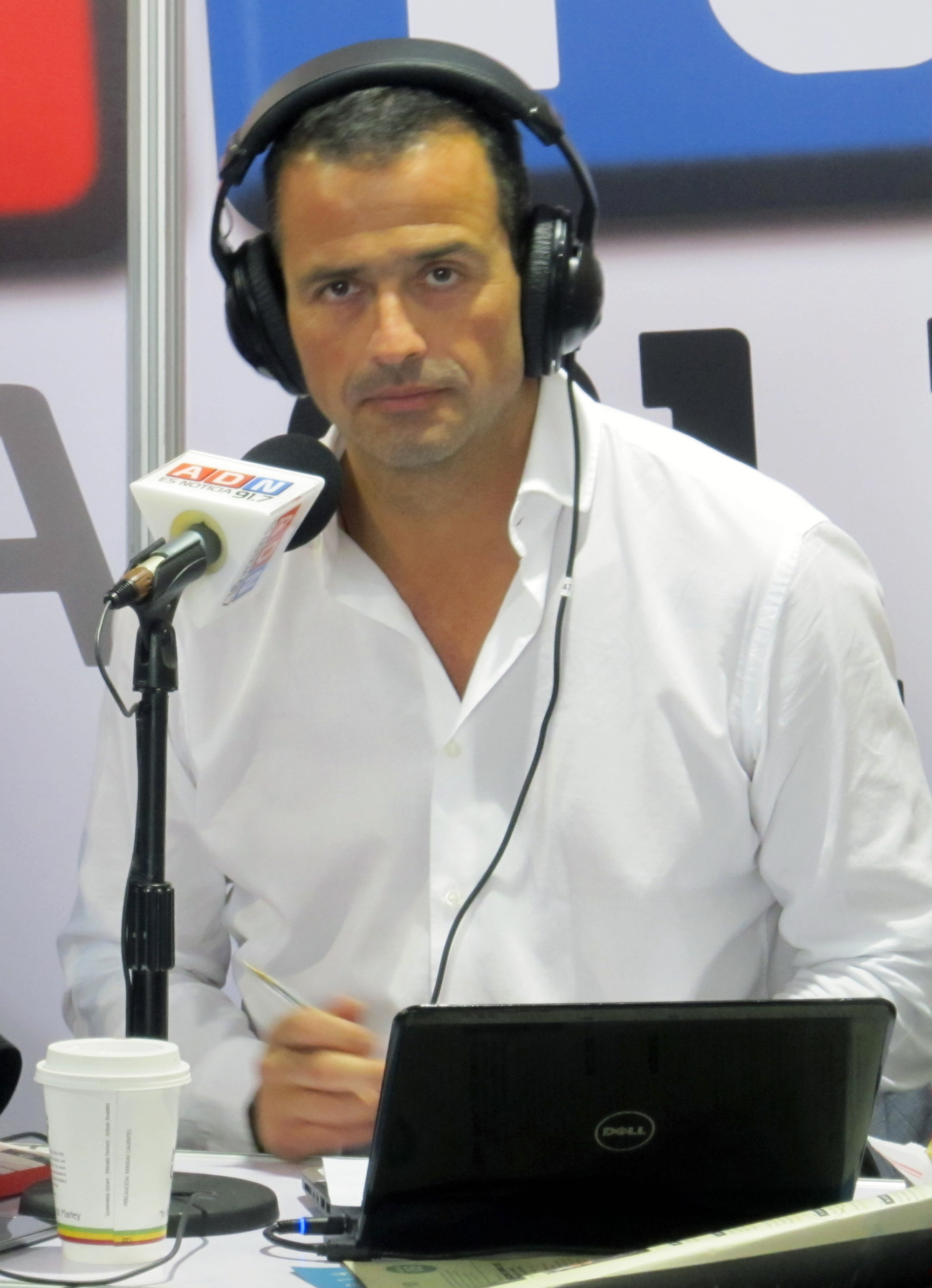
Iván Núñez
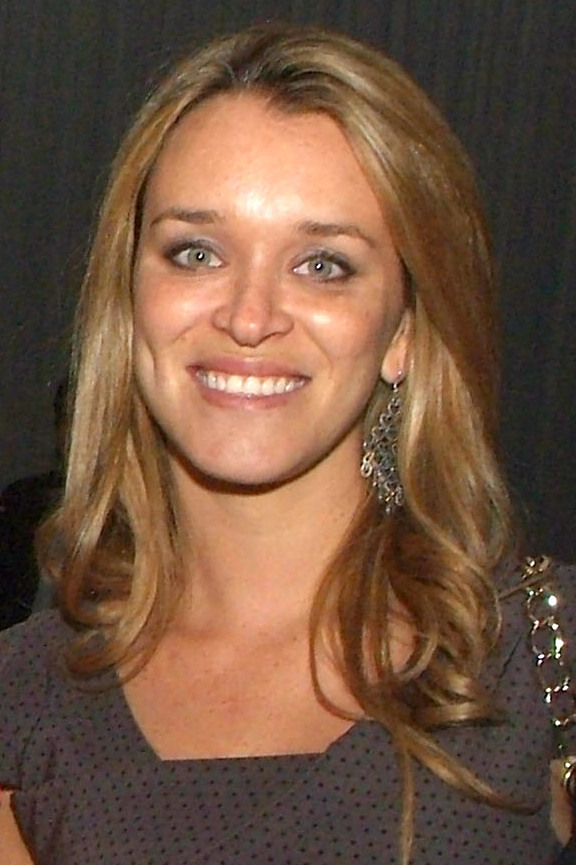
Carla Zunino
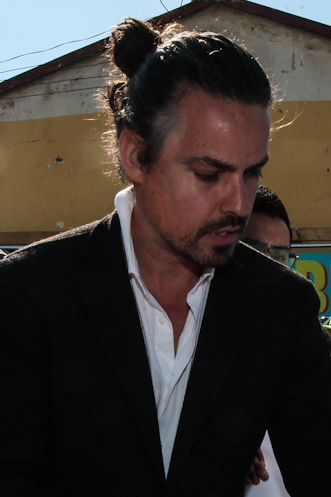
Carlo von Mühlenbrock
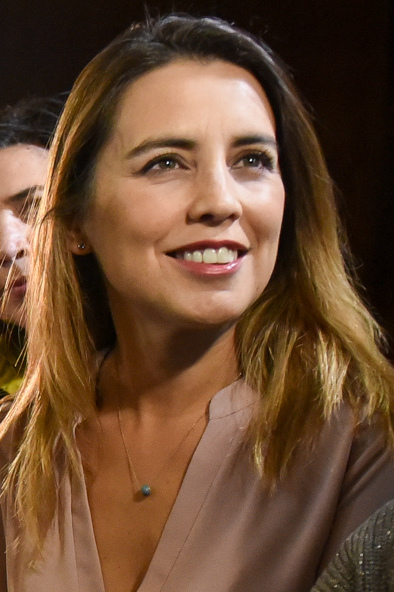
Lucía López

### Anteriors
- Andrea Hoffmann (2017-2019)
- Eduardo Fuentes (2013-2018)
- Diana Massis (2010-2012, 2014-2016)
- Fernando Paulsen (2008-2014, 2016)
- José Antonio Neme (2015-2016)
- Andrea Aristegui (2015-2018)
- Luis Hernández (2015-2016)
- Rodrigo Sepúlveda (2008-2016)
- Matías del Río (2009-2015)
- Beatriz Sánchez (2008-2014)
- Alejandro Guillier (2008-2012)
- Patricio Cuevas (2008-2012)
- Alejandra "Jani" Dueñas (2008-2012)
- Armando Silva (2008-2012)

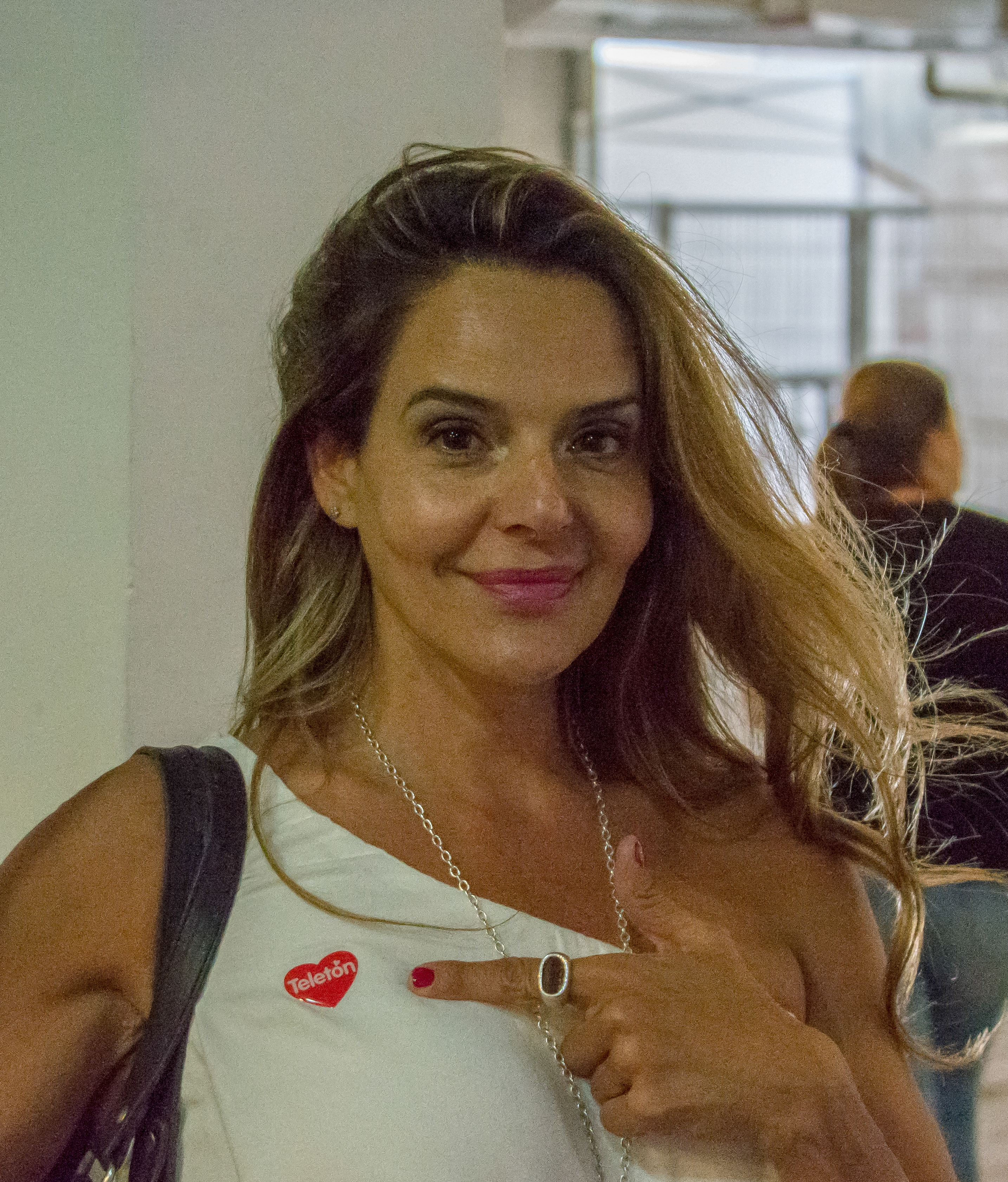
Andrea Hoffmann
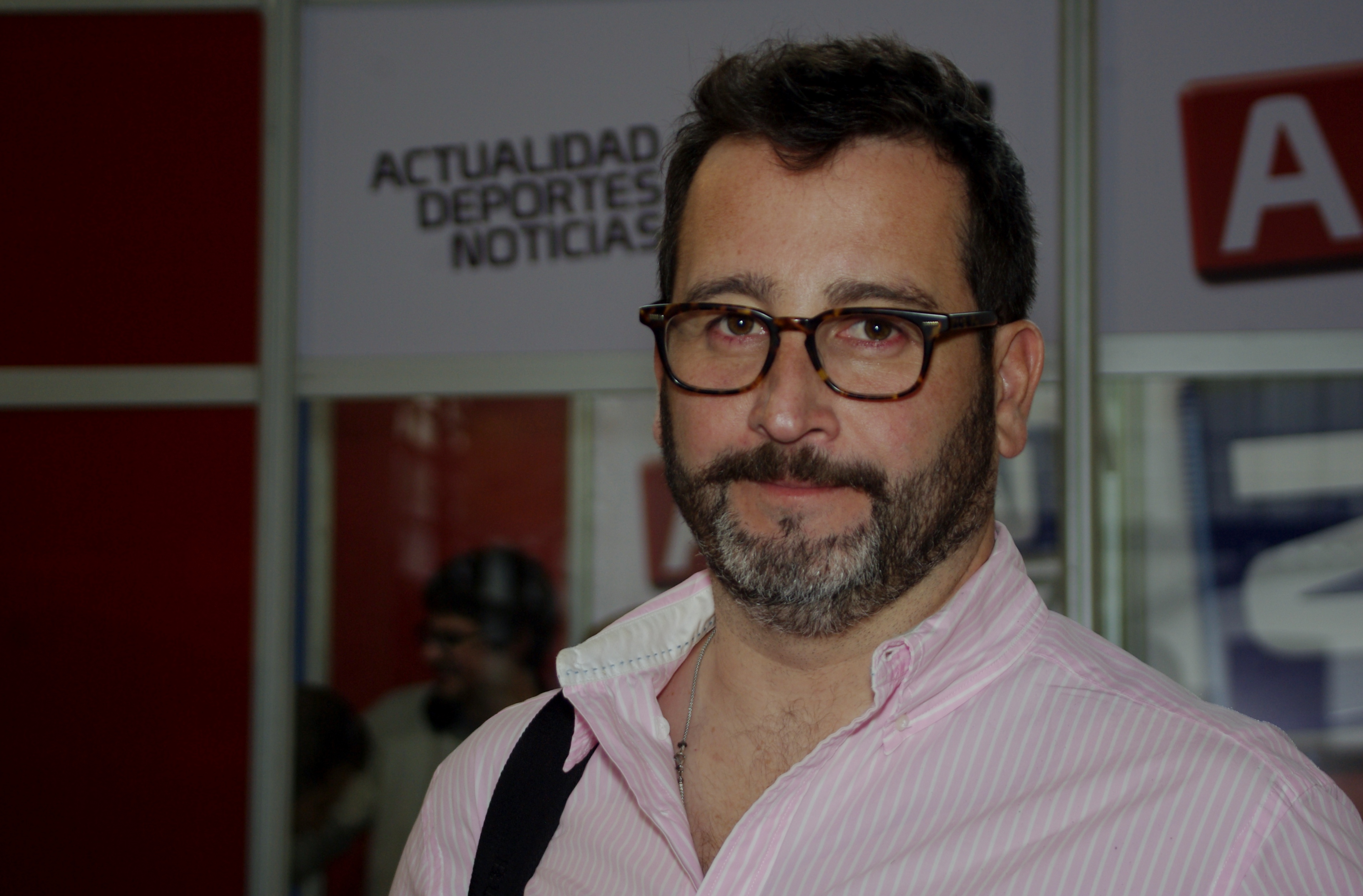
Eduardo Fuentes
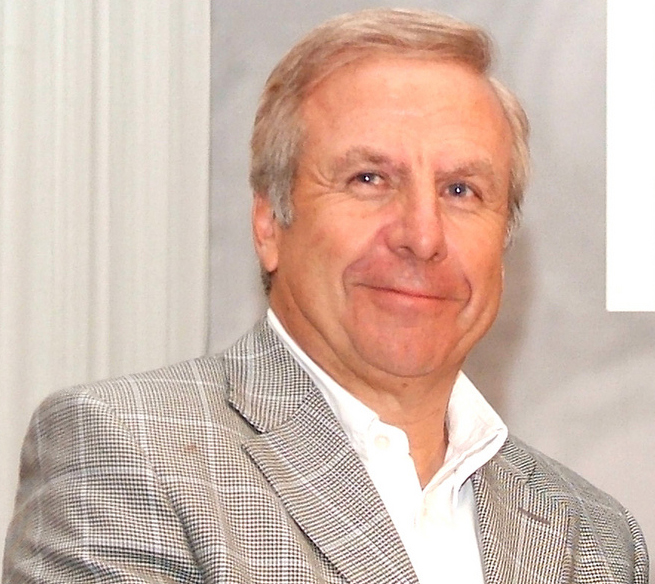
Fernando Paulsen
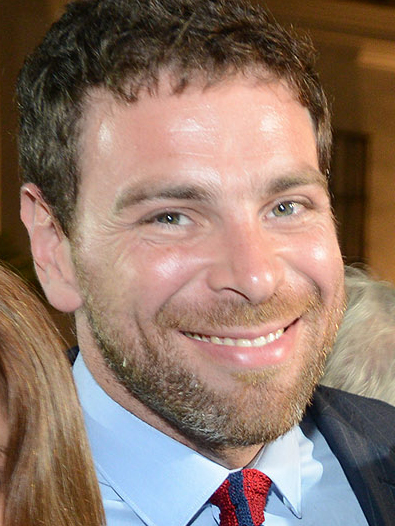
José Antonio Neme
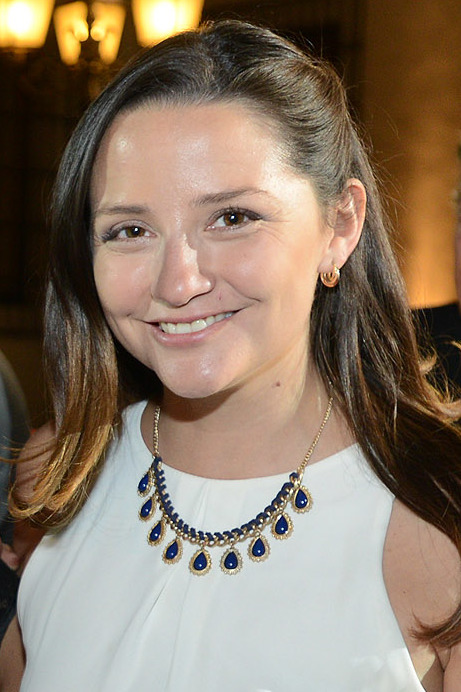
Andrea Aristegui
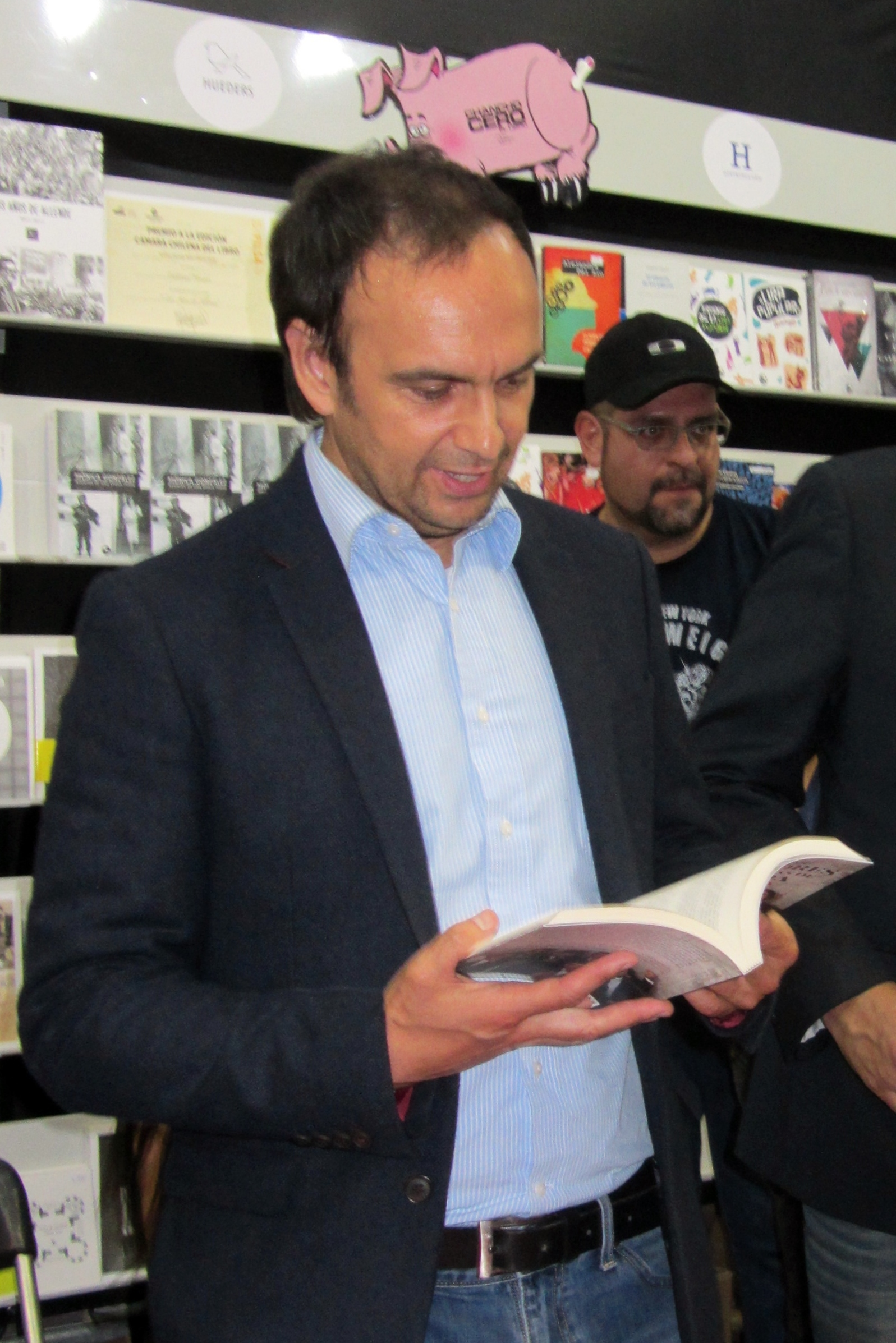
Rodrigo Sepúlveda

## Logotips
- 2008-2016: El primer logo d'ADN eren 3 quadres de colors, sent dos vermells i un blau, en cadascun d'ells hi ha una lletra formant l'acrònim de la ràdio (A i D en quadre vermell i N en quadre blau), sota els quadres vermells la frase "radio Chile", i en major grandària, sota la lletra N, la sintonia de l'emissora a Santiago (91.7).
- 2016-present: és molt semblant al logotip anterior; només que ara els quadrats no es troben inclinats, a més de canviar el tipus de lletra. També es va eliminar la frase "radio Chile" i la freqüència va ser moguda al costat del logo. A vegades la freqüència també és retirada.

## Eslògans
- 2008-2009: ADN Radio Chile 91.7, la verdad que llevas dentro
- 2008-actualitat (Esports): La pasión que llevamos dentro
- 2009-octubre 2011: ADN Radio Chile 91.7, la nueva radio informativa del país
- Octubre 2011-2 de gener 2015: ADN es noticia
- gener 2013-2 de gener 2015: La radio del Chile de hoy
- Mundial de Futbol Brasil 2014: ADN es mundial
- Octubre 2011-juny 2016: Lo escuché en ADN
- 2 de gener 2015-actualitat: Somos actualidad, deportes y noticias para todo Chile
- Abril 2015-febrer 2017: La verdad con todas sus letras
- Octubre 2019': Hablamos con la verdad

## Informació addicional
- ADN Radio Chile entrega butlletins informatius a Radio Pudahuel, Corazón FM, Radio Imagina i Radio Concierto, totes emissores del holding Ibero Americana Radio Chile.
- En 2010 va transmetre al costat de totes les radioemissores del consorci Ibero Americana Radio Chile el terratrèmol a Xile de 8.8° Richter; a més va ser una de les plataformes de crides que es va ocupar per a comunicar a tot el país.
- L'any 2011 va transmetre al costat de les radioemissores del consorci l'alerta preventiva de tsunami degut al terratrèmol al Japó de 9,0 i també molt pendent del que ocorria al Japó, més les posteriors seguidilles a la Central nuclear Fukushima després de l'emergència nuclear.
- El 16 de setembre de 2015 va transmetre al costat de totes les radioemissores del consorci Ibero Americana Radio Chile el terratrèmol a Xile de 8.4° Richter i va ser una de les plataformes de crides que es va ocupar per a comunicar a tot el país.
- En 2016, ADN va transmetre per Telecanal, l'Eurocopa 2016 i la Copa Davis, i es planteja la idea de crear un senyal televisiu ADN TV, però al desembre el projecte és cancel·lat.[7]